# Elia (chanteuse)
Pour les articles homonymes, voir Elia.
Elia, de son nom complet Elia Taïeb, est une chanteuse française d'origine russe et tunisienne née à Paris. Elle fut signée sur le label 92i du rappeur Booba et à ce jour a sorti 2 EP intitulés respectivement Elia et Océan, ainsi qu'un album, Héroine(s).

## Biographie
Fille du compositeur Jean-Pierre Taïeb, Elia se passionne pour la musique dès son enfance. Après une formation scientifique au lycée Louis le Grand, elle consacre deux années aux lettres en intégrant l'hypokhâgne du lycée Henri-IV, et obtient fin 2018 un contrat avec le label Mercury (Universal Music France).
Au printemps 2019, Elia livre son premier le titre Aurore et fait la première partie de la tournée du chanteur Tamino dans toute la France. Quelques mois plus tard elle sort son EP, Elia, produit par le duo Twinsmatic et composé de quatre titres dont une collaboration avec le rappeur Ashh.
Le 27 novembre 2020, elle dévoile Si tu savais, un nouveau single accompagné d'un clip vidéo,,.
C'est en janvier 2021 que la jeune chanteuse signe sur le label 92i du rappeur Booba. Elle apparait ensuite sur le titre Grain de sable, du dixième album studio de celui-ci, ULTRA. Le titre atteint la treizième place du Top Singles Français,. Elle sort le 18 juin 2021 son second EP Océan composé de 7 titres,.
En juillet 2021, elle obtient le Prix Félix-Leclerc de la chanson lors des Francofolies de La Rochelle.
Elia participe en 2022 à l'Eurovision France, avec comme objectif de représenter la France lors de la compétition internationale,,. Elle interprète le titre Téléphone.
En 2023, la compositrice signe la musique du documentaire de Karine Silla-Perez, Métissages, qui retrace la rencontre intime entre Dakar et la maison Chanel.
Elia obtient sa première certification Or en août 2023 avec le titre Grain de Sable.
En amont de la sortie de son premier album, la chanteuse renoue avec ses origines du Caucase, avec le single Sentiers de la brume, adapté de Kusub Getdi, d'Andrey Babayev (az). Le 28 novembre 2024, elle sort son Héroïne(s). Il comporte 15 titres dont une collaboration avec Josman.

## Discographie

### Apparitions
- 2021 : Ashh feat. Elia - Utopia station (sur l'album L'Amour et la violence)
- 2021 : Booba feat. Elia - Grain de sable (sur l'album Ultra) Or
- 2022 : Ashh feat. Elia - Visages (sur l'album Opium)
- 2023 : Karabalik Beatz feat. IBRV & Elia - Trash Life (sur l'album General Kara)
- 2023 : Dopeboy DMG feat. Elia - Concorde (sur l'album Mental)